# Linka 6 (tramvaj v Île-de-France)
 

Geograficky přesná mapa dráhy

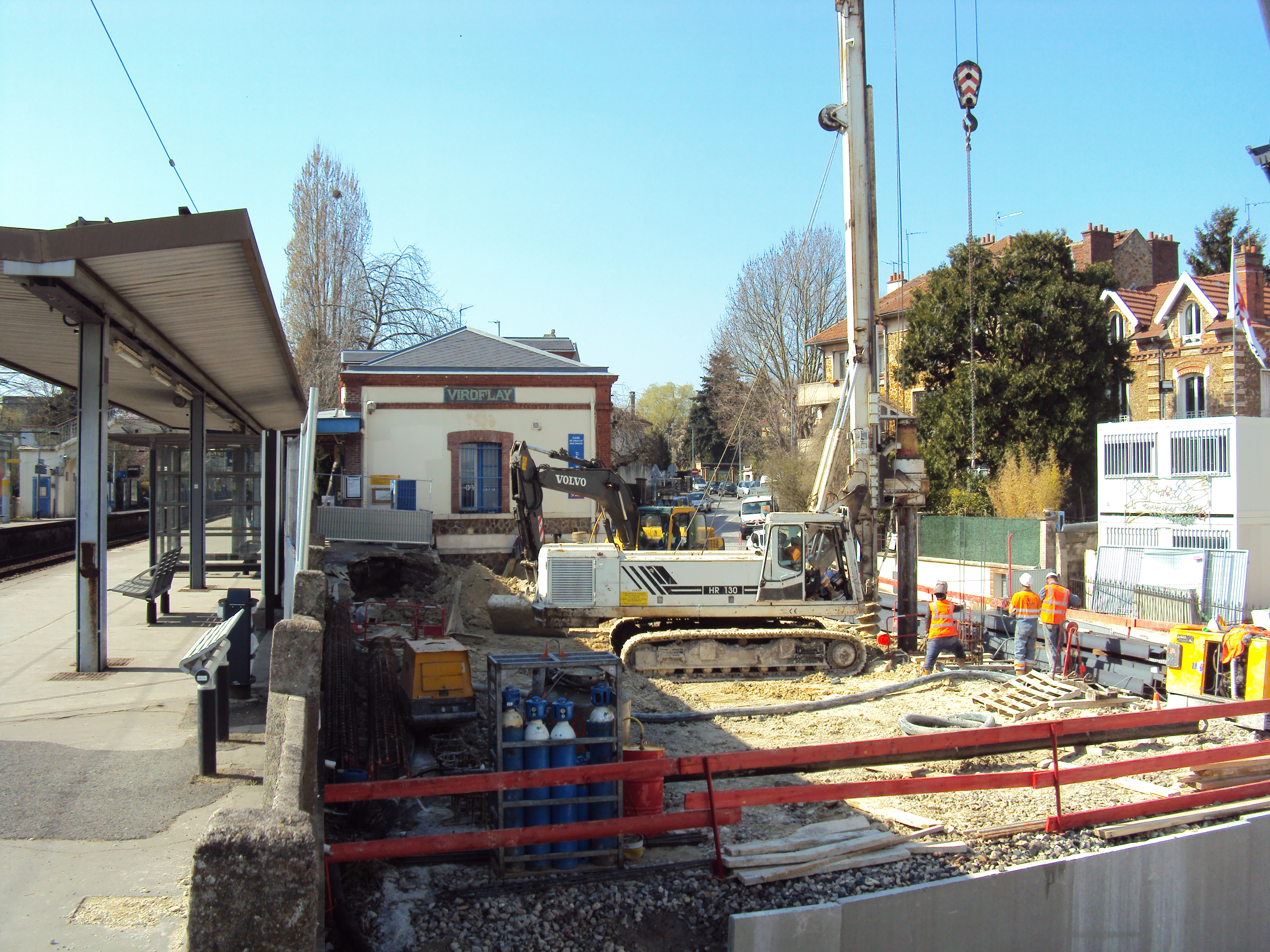
Výstavba stanice ve Viroflay

Linka T6 je jednou z linek tramvajové dopravy v regionu Île-de-France. V systému MHD je značena oranžovou barvou, je 14 km dlouhá a má celkem 21 stanic. První úsek byl otevřen 13. prosince 2014. Ročně přepraví 22 miliónů cestujících a jejím provozovatelem je pařížský dopravní podnik RATP. Jedná se o druhou a poslední linku v Île-de-France, kde jsou používány tramvaje na pneumatikách systému Translohr.

## Historie
Projekt na výstavbu tramvajové linky T6 byl představen organizací STIF (nyní Île-de-France Mobilités) v roce 2000. Navzdory silné kritice byl stejně jako v případě linky T5 zvolen koncept tramvaje na pneumatikách systému Translohr. Stavební práce byly zahájeny v roce 2011 a o tři roky později byl zahájen provoz na prvním úseku s 19 stanicemi mezi jižní konečnou metra 13 Châtillon – Montrouge a prozatímní konečnou stanicí Robert-Wagner. 28. května 2016 začaly tramvaje zajíždět 1,6 kilometru dlouhým tunelem až k nádražím Viroflay-Rive-Gauche a Viroflay-Rive-Droite.

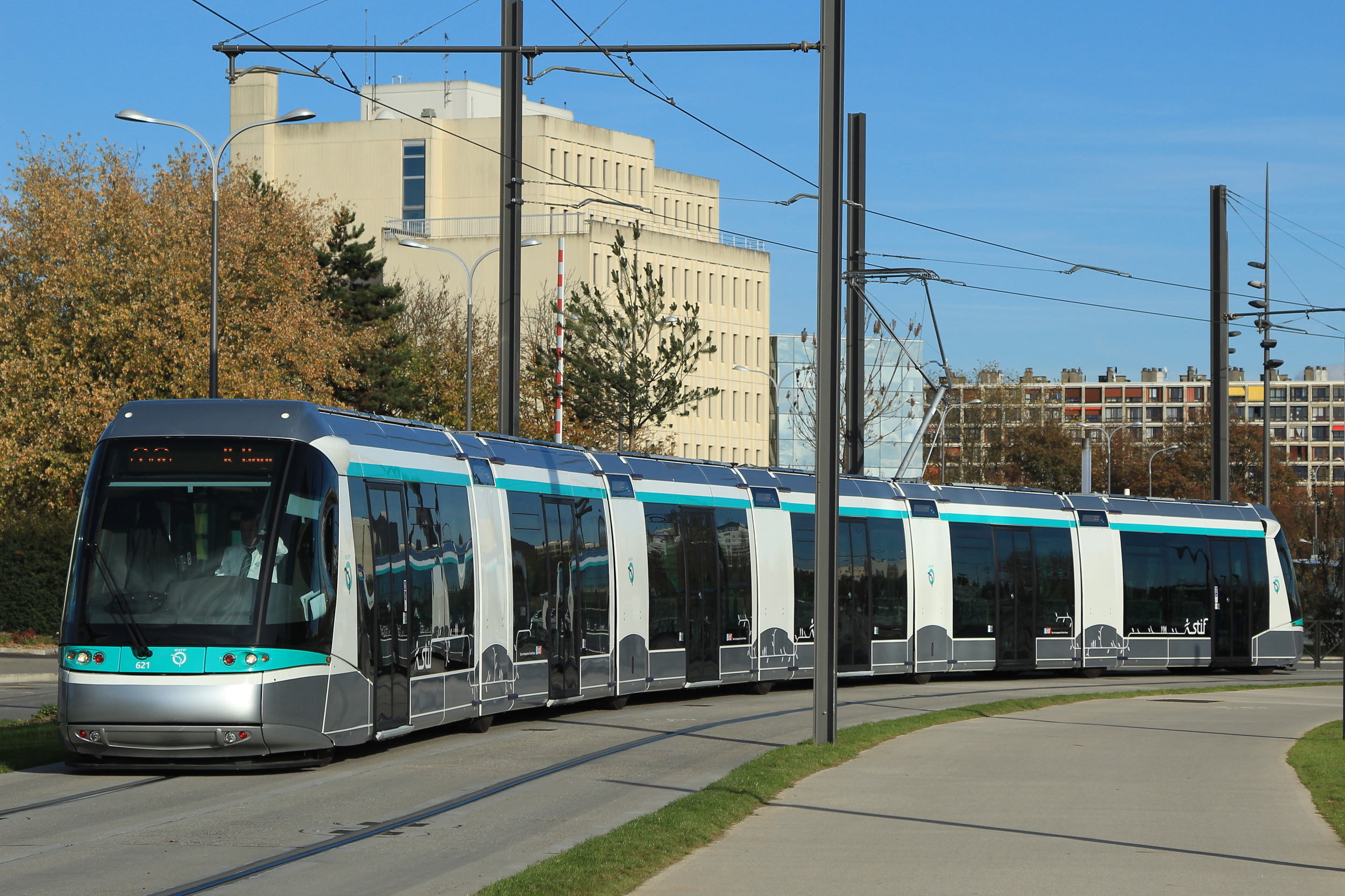
Linka T6 ve Vélizy

## Trať
Trať je dlouhá 14 kilometrů a spojuje města Châtillon, Clamart, Fontenay-aux-Roses, Meudon, Vélizy-Villacoublay a Viroflay v departementech Hauts-de-Seine a Yvelines jihozápadně od Paříže. Západní část linky je včetně stanic Viroflay-Rive-Gauche a Viroflay-Rive-Droite podpovrchová. Cesta z konečné na konečnou trvá 40 minut, průměrná vzdálenost mezi zastávkami činí 700 metrů.

Plán linky 6

## Vozový park
Provoz na lince T6 zajišťuje 28 šestičlánkových souprav Translohr STE6 s délkou 46 metrů, šířkou 2,2 metru a přepravní kapacitou 252 cestujících (4 cestující na m2). Jsou vybaveny čtrnácti pneumatikami a čtrnácti vodícími kolečky, mezi které je upnuta sředová kolejnice. Maximální rychlost je 70 km/h.

## Galerie

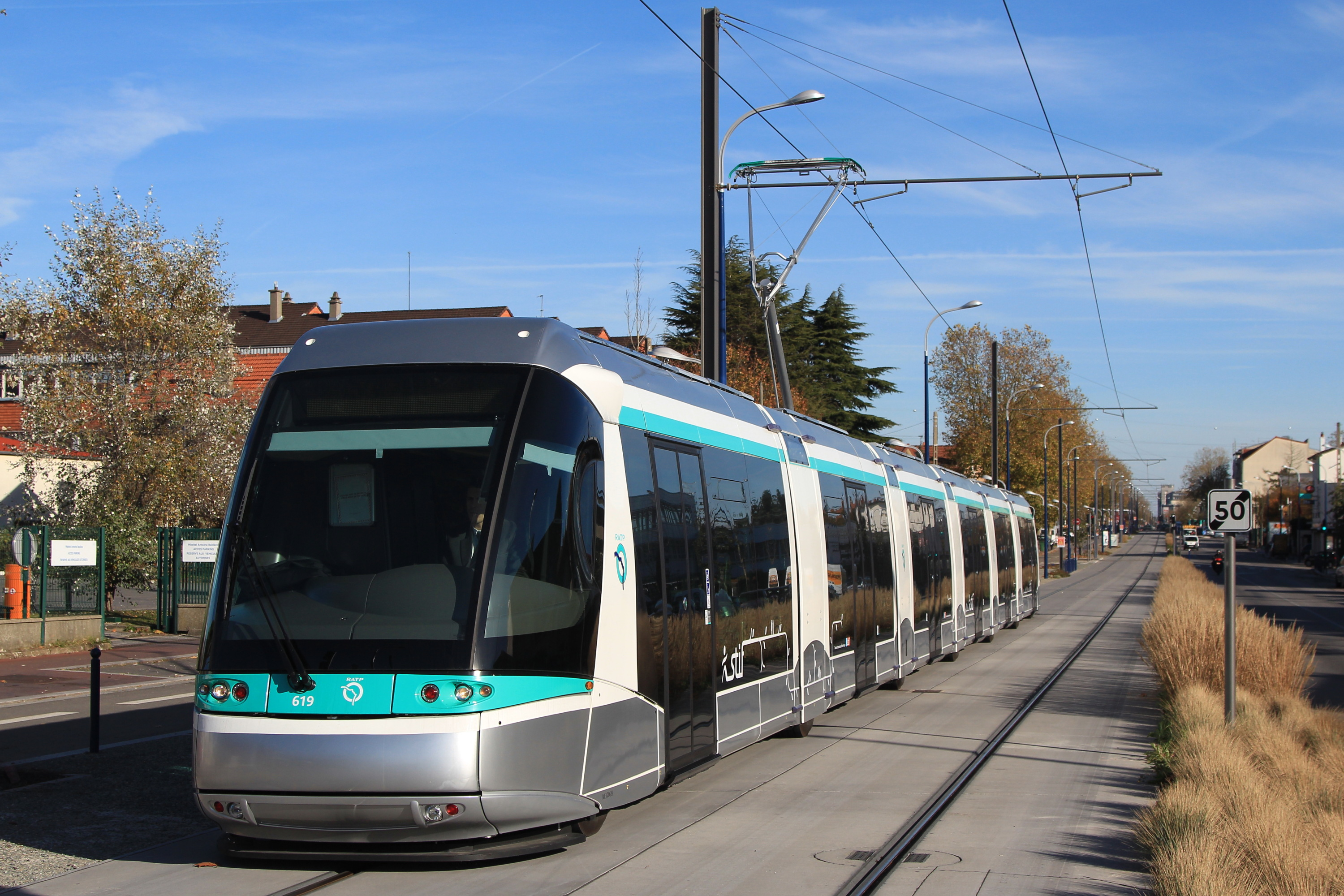
Translohr STE6 u stanice Hôpital Béclère
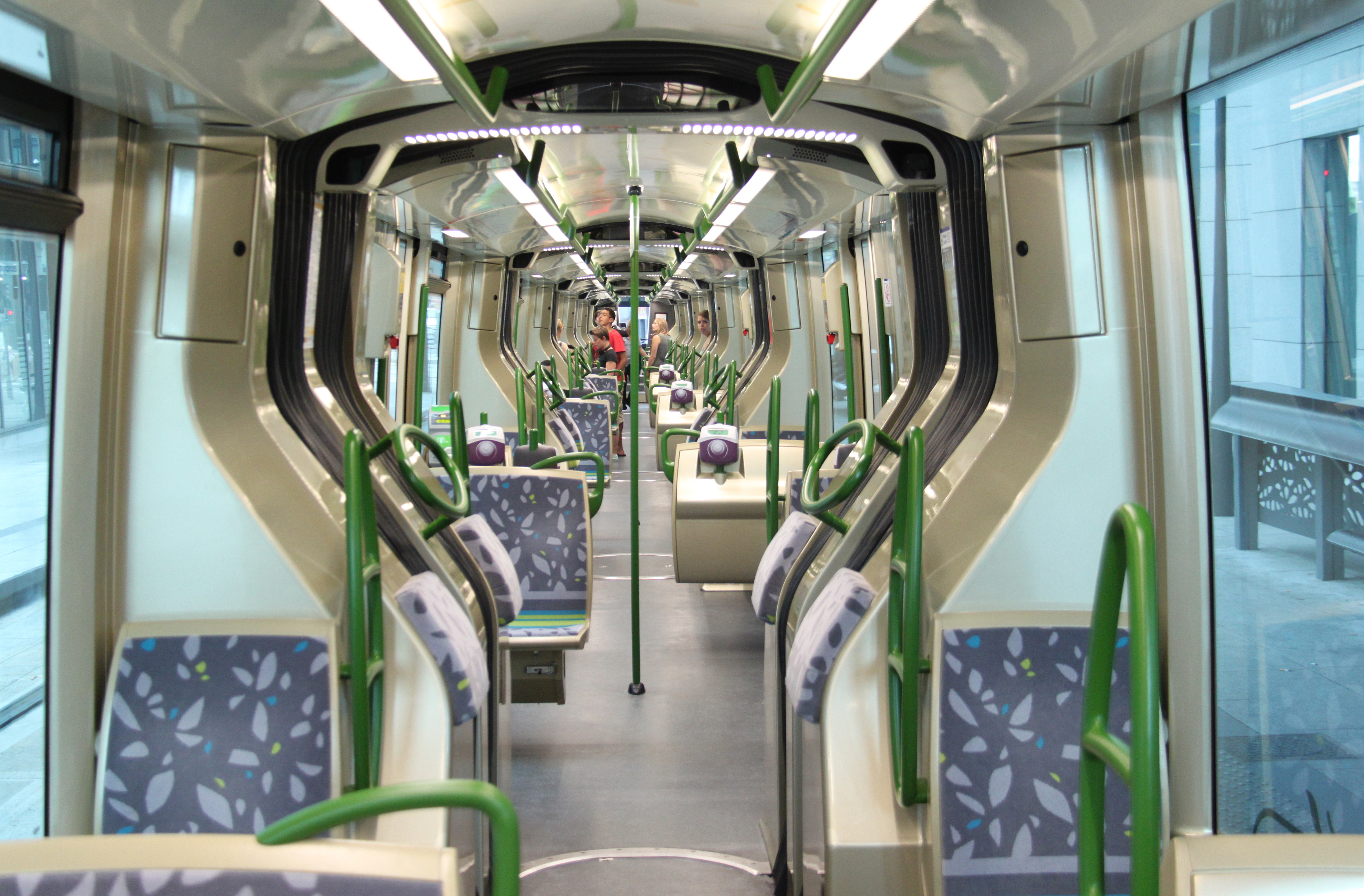
Interiér tramvaje na pneumatikách
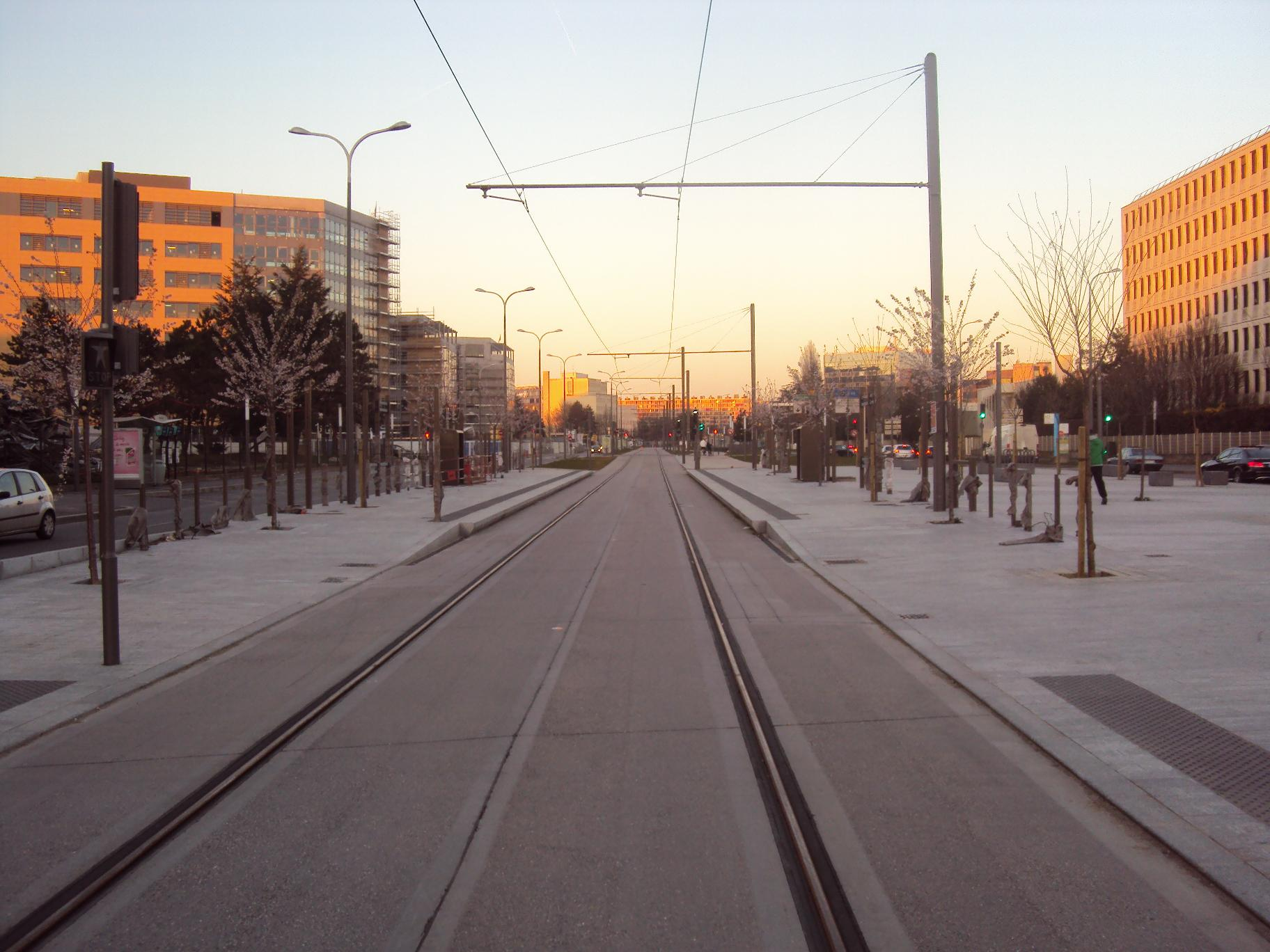
Trať ve městě Vélizy-Villacoublay
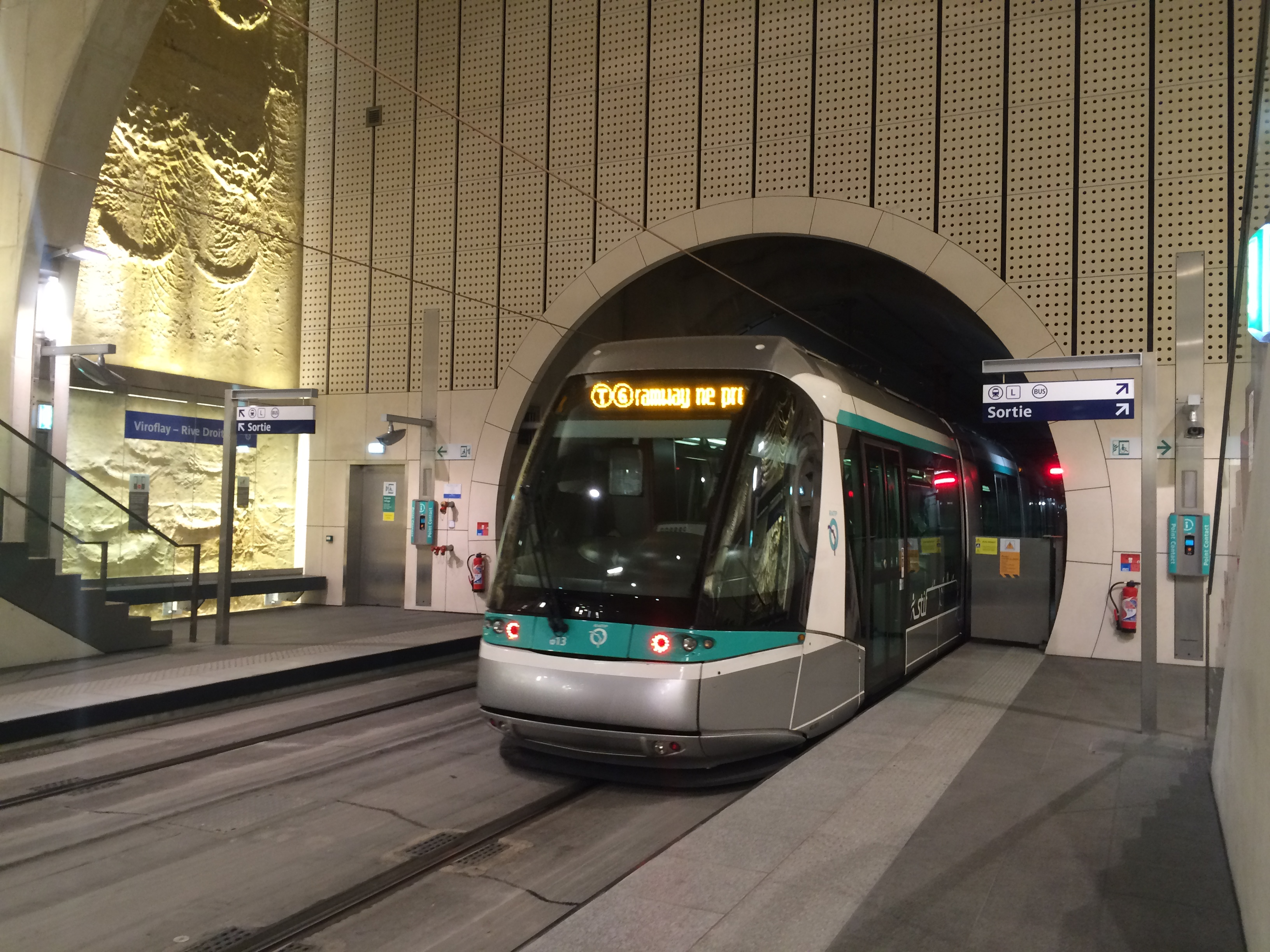
Podpovrchová konečná Viroflay-Rive-Droite
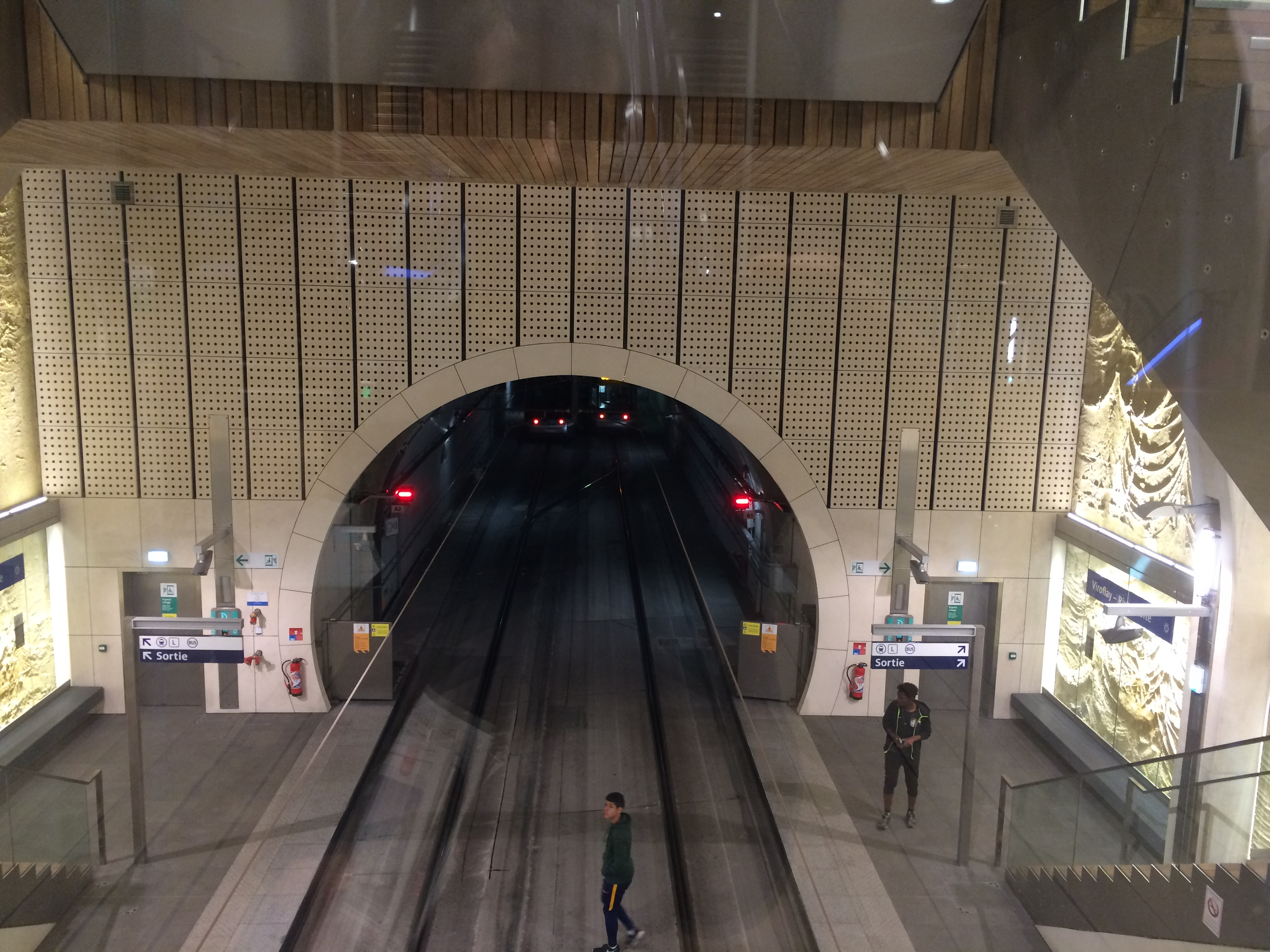
Tramvajový tunel pod nádražím Viroflay-Rive-Droite